# ريتشارد بي. رايت
ريتشارد بي. رايت هو كاتب كندي، ولد في 4 مارس 1937 في ميدلاند في كندا، وتوفي في 7 فبراير 2017 في سانت كاثرينز في كندا.